# Huehuetlán el Chico
Huehuetlán el Chico là một đô thị thuộc bang Puebla, México. Năm 2005, dân số của đô thị này là 8332 người.